# Dow Jones Newswires

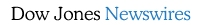

Dow Jones Newswires est une agence de presse économique et financière américaine. Dow Jones Newswires fait partie du groupe de médias Dow Jones and Company, qui calcule l'indice boursier Dow Jones Industrial Average et publie le Wall Street Journal. Pour rappel, Dow Jones & Company est aujourd'hui une filiale de Newscorp, le groupe de Rupert Murdoch.
Des actualités, en temps réel, sur les entreprises, l'économie, les marchés, la finance et la politique émanant de quelque 90 bureaux à travers le monde, et récompensées à maintes reprises: Dow Jones publie quotidiennement jusqu'à 12 000 brèves, dans 11 langues, couvrant toutes les catégories d'actifs. Ses services sont utilisés par plus de 435 000 professionnels de la finance dans 66 pays, pour créer des opportunités de marché, gérer les risques et réagir rapidement à l’évolution des marchés mondiaux. 
Dow Jones Newswires a pour principaux concurrents Bloomberg L.P. et Reuters.

## Solutions en temps réel
Ce service permet aux traders, gestionnaires de fonds et analystes d’identifier les opportunités et de prendre des décisions de marché grâce à un flux d’actualités en temps réel.
Le service est proposé sur dowjonesnews.com ainsi qu’à travers des plateformes ou des terminaux comme Bloomberg, Thomson-Reuters, TraderForce, SIXT, etc.
- Dow Jones Financial Wire

Pour les opérateurs des marchés actions 
- Dow Jones Economic Report

Pour les opérateurs des marchés obligataires et des marchés des changes 
- Dow Jones Energy Service

Pour les opérateurs des marchés du pétrole, du gaz et de l’électricité
- Dow Jones Commodities Service

Pour les opérateurs des marchés des matières premières et des contrats à terme
- Dow Jones Global Markets News

Pour bénéficier d’une source complète avec des analyses exclusives et des commentaires experts sur les entreprises et les marchés (titres, dettes, devises, énergie et matières premières), ainsi que sur les événements qui affectent les transactions et les portefeuilles. 
Sont inclus dans le service Dow Jones Global Markets :
L’accès à Dow Jones NewsPlus - Global Markets, site web associé, conçu pour présenter aux acteurs du marché un instantané des informations, colonnes et commentaires les plus pertinents. 
Dow Jones Global Markets Briefing, lettre d’information quotidienne qui résume les principales nouvelles qui font le marché et présente les événements à venir.
- Dow Jones Local Language Services

Des équipes spécialisées de reporters, de rédacteurs en chef et de traducteurs génèrent des informations en 11 langues, destinées aux marchés locaux qui sont traduites à partir de l’édition en anglais de Dow Jones Newswires, ou rédigées directement dans la langue des reporters locaux.
- Analyses et commentaires exclusifs

Sur nos services Global Markets, Economic Report, et Financial Wire, les analyses et commentaires incluent :
Heard On The Street (anciennement The Skeptic). Cette colonne reconnue du Wall Street Journal, l’un des piliers de l’information quotidienne des dirigeants depuis les années 60, a été récemment enrichie.
DJ Market Talk. Des commentaires continus sur le marché, pour toutes les classes d’assets provenant des traders et de sources bien informées à travers le monde.
Money Talks. L'accent sur l'économie, les marchés et la politique.
Big Picture. Des perspectives sur les tendances économiques.
Charting Money. Une analyse technique des instruments financiers les plus intéressants du jour.
- DJNmobile.com

Pour bénéficier d’un accès mobile au service. En option pour toutes les solutions temps réel.

## Solutions Dow Jones pour le Trading Algorithmique et Quantitatif
Pour passer les ordres le plus rapidement possible, mieux surveiller les tendances afin de profiter des opportunités du marché, ou chercher des moyens d’améliorer le fonctionnement d’algorithmes, les spécialistes du trading algorithmique ou de la gestion exploitent les nouvelles technologies et les sources de données comme les flux de news.
De plus en plus d’établissements financiers prennent conscience de la valeur ajoutée du trading algorithmique et quantitatif, car leur capacité à répondre à la milliseconde aux événements ou à créer des modèles incluant les flux d’information devient un facteur essentiel d'efficacité et davantage concurrentiel. Dans ce contexte, la rapidité d’acheminement et la qualité des articles fournis par les journalistes est plus importante que jamais. 
Dow Jones a conçu Dow Jones Solutions for Algorithmic and Quantitative Trading, des flux et outils conçus pour le trading automatisé, à destination des traders, analystes et autres professionnels qui ont besoin :
- d’actualités financières fiables et uniques à la milliseconde,
- d’options de livraison flexibles et innovantes,
- d’outils et d’archives pour créer, déployer et adapter des stratégies complexes de trading.

Dow Jones fournit des flux d’informations financières livrés non plus sous forme de texte, mais sous format XML. Les éléments quantitatifs sont normalisés et isolés afin de nourrir directement les modèles quantitatifs implémentés dans les ordinateurs ; ces derniers les traitant ainsi de façon automatisée en quelques millisecondes. 
Dow Jones propose deux solutions :
- Dow Jones Elementized News Feed,  pour intégrer les news directement dans les modèles quantitatifs.

Les types d’informations concernés sont:
les indicateurs économiques G7 et zone Euro; multiple data points pour chaque indicateur
les News Corporate Toutes les entreprises américaines et canadiennes cotées et les plus grandes sociétés britanniques ainsi que la majeure partie du Stoxx 600 
Pour le back testing les archives de ces news élémentisées remontent jusqu’à Janvier 2004
Tous ces éléments sont livrés en ultra low-latency, c’est-à-dire en quelques millisecondes, sous forme de flux XML taggés pour être lus par une machine. Ces flux sont également intégrables grâce par exemple à un partenariat avec Progress Software, qui permet de lire le flux Dow Jones sur la plateforme Progress® Apama® Algorithmic Trading spécifiquement développée pour exploiter ce type de flux. 
Cela permet de construire, tester, et déployer des stratégies de trading algorithmique basées sur l’analyse et la réaction immédiate aux news.
- Dow Jones News Analytics : pour transformer les news en données utilisables

Dow Jones News Analytics, extrait le sentiment des news et le transforme en données numériques pour être intégrées dans les stratégies de trading. Dow Jones News Analytics propose un contenu unique avec différentes options de livraison.

## Dow Jones Calendar Live
Dow Jones Calendar Live est un flux XML en temps réel de données d’agenda et d’événements, grâce auquel les professionnels et les financiers disposeront à tout moment des dernières données sur les événements économiques, politiques et en entreprises, depuis leur site Web, leur portail intranet ou leur écran d’information financière. 
Ce flux associe un contenu généré par l’équipe éditoriale de Dow Jones avec des informations sur des événements provenant d’Advance Media Information (AMI) Ltd. Il couvre en détail les agendas de plus de 30 000 organisations ainsi que 8 000 entreprises du monde entier, avec des informations sur les annonces et les événements à venir. 
Le Dow Jones Calendar Live inclut également la publication d’indicateurs économiques, les réunions des banques centrales et autres événements d’importance pour les professionnels de la finance et les investisseurs privés. Il propose des chiffres des prévisions des indicateurs macro-économiques et des mises à jour en temps réel des événements majeurs comme la publication de résultats financiers ou des données économiques.